# Difluorometano
Il difluorometano o fluoruro di metilene nella letteratura meno recente, e noto anche con le sigle freon-32 e R-32 come fluido refrigerante, è un alometano disostituito avente formula CH2F2. Appartiene anche al gruppo degli idrofluorocarburi, insieme al fluoruro di metile (CH3F) e al fluoroformio (CHF3), ma che si differenzia da questi per avere il carbonio nello stato di ossidazione 0.
Il difluorometano è un composto molto stabile, ΔHƒ° = -450,66 kJ/mol. A temperatura ambiente è un gas (Teb ≈ -52 °C) più denso dell'aria, inodore, parzialmente solubile in acqua (3,65 g/L a 25 °C), estremamente infiammabile in aria con la quale forma miscele esplosive a partire da concentrazioni del 12,7% in volume.
Non contenendo atomi di cloro o alogeni seguenti, il difluorometano non è ritenuto dannoso per la fascia di ozono nella stratosfera ed ha pertanto un valore di ODP pari a zero; è tuttavia una sostanza potenzialmente dannosa se liberata nell'ambiente a causa dell'elevato indice GWP, pari a 675 unità. Il difluorometano, in conformità al Regolamento Europeo Nr. 517/2014, viene usato come fluido refrigerante nei moderni sistemi di climatizzazione domestici, in cui ha inizialmente affiancato il più vecchio fluido R-410A (che a sua volta aveva sostituito il freon R-22, messo al bando dal 2002 per la carica di nuovi impianti e dal 2015 anche per la ricarica di impianti già esistenti), che sostituirà totalmente dal 2025, anno in cui le leggi europee vieteranno l'utilizzo di refrigeranti con GWP superiore a 750 unità nei condizionatori con carica di refrigerante inferiore ai 3 kg.

## Struttura molecolare e proprietà
La molecola CH2F2 è di tipo tetraedrico con simmetria C2v, con l'atomo di carbonio centrale ibridato sp3. Il suo momento dipolare è notevole e risulta pari a 1,98 D (per H2O μ = 1,86 D), ed è maggiore che nel diclorometano (1,62 D), molecola analoga ed isoelettronica di valenza.
Da indagini spettroscopiche roto-vibrazionali (microonde e infrarosso) è stato possibile ricavare, tra l'altro, distanze ed angoli di legame:
r(C−H) = 108,40 pm; r(C−F) = 135,08 pm;
∠(HCH) = 112,800°; ∠(HCF) = 108,866°; ∠(FCF) = 108,490°.
Questi valori sono stati poi confermati con ottima approssimazione da indagini di spettroscopia rotazionale con trasformata di Fourier sul dimero del difuorometano in condizioni diffusive di raggi molecolari.
Mentre i legami hanno lunghezze praticamente normali (109 pm per C-H e 135 pm per C-F), come si può vedere l'angolo del C con gli idrogeni è maggiore di quello tetraedrico (109,5°) e quello con i fluori è minore. Questo comportamento, che è qualitativamente comune anche agli altri idrofluorometani, è un tipico esempio illustrato dalla regola di Bent che prevede in questi casi un minor carattere s per gli orbitali ibridi con cui il carbonio si lega ad atomi più elettronegativi di altri, qui F (rispetto ad H), e un maggior carattere s per gli orbitali ibridi con cui il carbonio si lega ad atomi meno elettronegativi di altri, qui H (rispetto a F); ovviamente, a minor carattere s corrisponde un maggior carattere p, perché l'ibridazione complessiva dell'atomo di carbonio resta sp3. Un aumento del carattere s comporta un'apertura dell'angolo di legame rispetto all'angolo tetraedrico, come si evidenzia qui per l'angolo HCH, e viceversa per la sua diminuzione, come qui si vede per l'angolo FCF. L'andamento descritto per CH2F2 si ripete qualitativamente, sebbene in maniera appena percettibile, nel CH2Cl2 (diclorometano).

### Chimica ionica in fase gassosa
La molecola CH2F2 ha un'energia di ionizzazione pari a 12,71 eV, significativamente maggiore di quella del diclorometano (CH2Cl2, isoelettronico di valenza), pari a 11,33 eV.
L'affinità protonica del difluorometano, che è una misura della sua basicità intrinseca, è pari a 620,5 kJ/mol:
H2CF2 (g)  +  H+ (g)  →  [H2FC–F-H]+ (g)
Secondo dei calcoli quantomeccanici, nello ione molecolare che così si produce il protone si unisce ad uno dei due atomi di fluoro. L'affinità protonica del difluorometano è un po' minore di quella del diclorometano (628±8 kJ/mol), che è quindi più basico, e minore di quella dell'acqua (691 kJ/mol), ma il valore è decisamente maggiore rispetto al metano (543,5 kJ/mol), che quindi è molto meno basico. Oltre al protone H+, anche il catione litio (Li+) può legarsi esotermicamente al difluorometano in fase gassosa ma, come atteso, l'energia liberata è molto minore che con il protone, circa un sesto:  ΔH° = -111 kJ/mol.
Tuttavia, pur essendo il difluorometano meno basico del diclorometano, risulta essere anche meno acido: si liberano 1628±15 kJ/mol per l'assunzione di un H+ da parte dell'anione  CHF2− contro 1572±9 kJ/mol per l'anione CHCl2−.

## Sintesi
Il difluorometano può essere sintetizzato dal diclorometano per reazione con acido fluoridrico:
CH2Cl2  +  2 HF  →   CH2F2  +  2 HCl
La reazione necessita di clorofluoruri di Sb(V), cioè SbFnCl5–n (con SbF3Cl2 come specie predominante nella miscela) per far procedere la stessa a velocità accettabili e con buone rese. Di questa sintesi è apparsa recentemente una versione migliorata sotto vari aspetti.